# بوسو (تشاد)
بوسو هي مدينة ومحافظة فرعية في إقليم شاري باقرمي ، تشاد . وهي تقع في حوالي 10°28′57″N 16°42′58″E / 10.48250°N 16.71611°E . يخدم المدينة مطار بوسو .

## التركيبة السكانية
| عام  | السكان |
| ---- | ------ |
| 1993 | 9 981  |
| 2008 | 14 286 |